# Else Züblin-Spiller
Else Züblin-Spiller (Winterthur, 1 oktober 1881 - Kilchberg, 11 april 1948) was een Zwitserse journaliste, onderneemster, feministe en de oprichtster van de Schweizer Verband Soldatenwohl, de huidige SV Group.

## Biografie

Een klaslokaal dat tegelijkertijd dienstdeed als soldatenfoyer.

Else Spiller trouwde in 1920 met Ernst Züblin, een arts. Als vrouw binnen de lagere burgerij die geen werkelijke opleiding had genoten, ging Else Züblin-Spiller vanaf 1898 aan de slag als hotelbediende en journaliste. In 1911 werd ze voltijds tewerkgesteld op de redactie van de Schweizerische Wochenzeitung. Ze was tevens redactrice van de Schweizer Hauszeitung en leidde de persdienst van het Leger des Heils.
In de herfst van 1914, na de uitbraak van de Eerste Wereldoorlog, richtte ze het Schweizer Verband Soldatenwohl op, in opdracht van de Gemeinnütziger Verein für alkoholfreie Verpflegung der Truppen en met de steun van de Zwitserse federale overheid. In Jura richtte ze de eerste soldatenfoyers op, die dienden als alternatief voor de herbergen en waar geen alcohol werd geschonken. Al gauw zouden overal in Zwitserland zulke foyers worden opgericht. In 1916 zou zij een steunfonds inrichten ten voordele van de soldaten met middelen uit de nationale Vrouwenschenking. In 1919 zetelde ze namens het Schweizer Verband Soldatenwohl in het expertencomité ter invoering van een pensioenstelsel in Zwitserland.
Ze schaarde zich ook achter de vrouwenbeweging. Zo was ze tevens betrokken bij de Schweizerische Ausstellung für Frauenarbeit (SAFFA) en beheerde vanaf 1939 het Schweizer Frauenblatt.
Onder de nieuwe naam Schweizer Verband Volksdienst (SV-Service) verruimde de organisatie van Züblin-Spiller later haar activiteiten naar het uitbaten van kantines en centra voor werknemers (1920). Onder haar leiding zou deze organisatie later uitgroeien tot een grote onderneming die sinds 1999 SV Group heet.

## Trivia

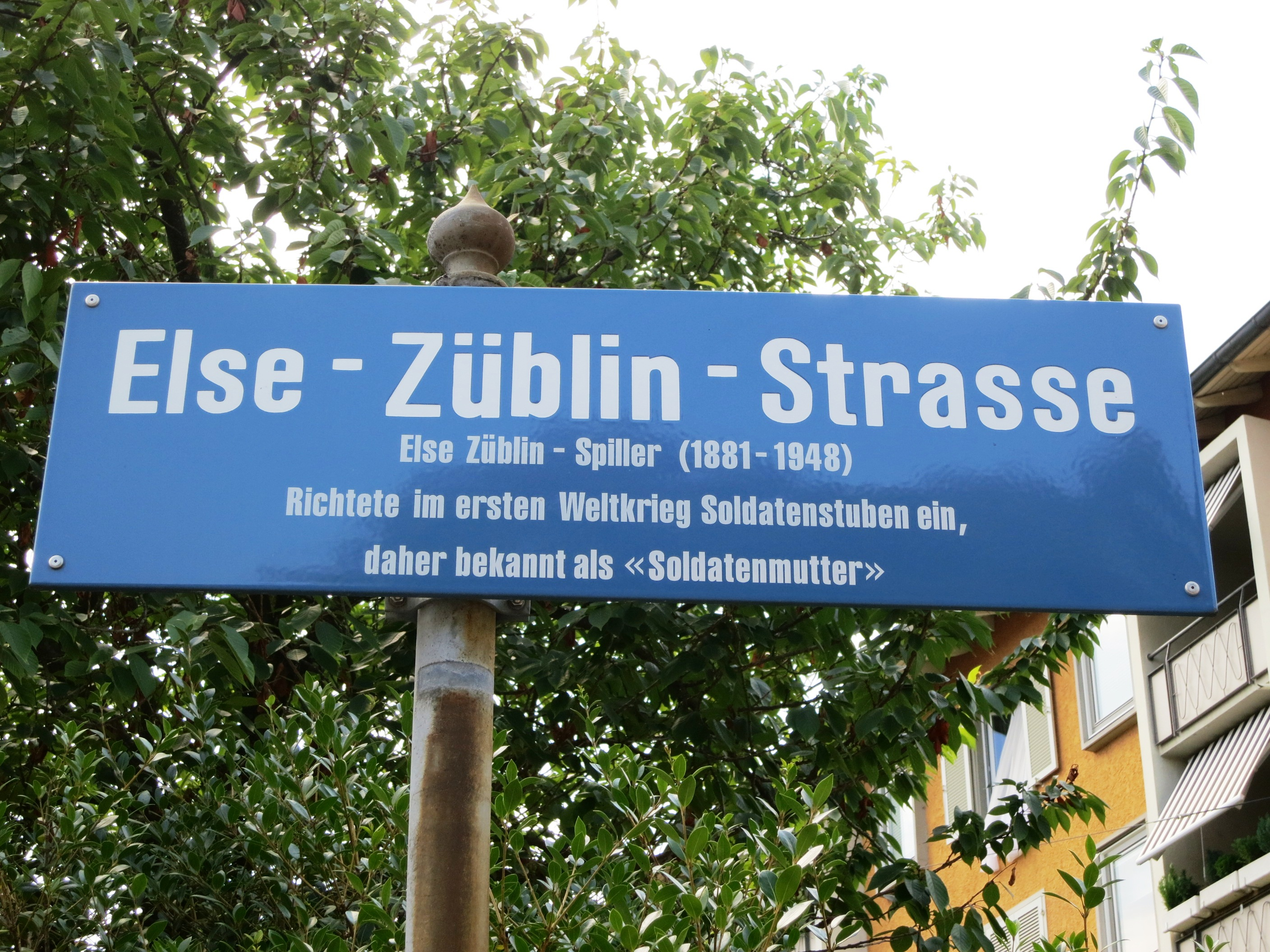
Straatnaambord van de Else Züblin-Strasse in Zürich.

- In Zürich werd een straat naar haar vernoemd, de Else-Züblin-Strasse.
- Ook in de stadswijk Neuhegi in Winterthur is met de Else-Züblin-Strasse een straat vernoemd naar Else Züblin-Spiller.

## Onderscheidingen
- Binet-Fendtprijs (1939)
- Doctor honoris causa aan de Universiteit van Zürich (1941)